# Llaucha
Llaucha o llauch'a es el nombre de una empanada boliviana, muy popular en la ciudad de La Paz. Las llauchas se acompañan con diferentes bebidas calientes como api, tojorí,té o café y suelen consumirse durante la mañana como parte del desayuno. Sus principales características son el relleno bastante líquido de una salsa de queso criollo que puede incluir ají amarillo o ulupicas, el cuerpo pintado con ají amarillo y el tamaño que suele variar entre 15 y 20 centímetros. Se preparan en el piso del horno y son junto a las marraquetas uno de los alimentos más populares de los desayunos de esta ciudad.

## Historia
La costumbrista Elizabeth de Col afirma que estas empanadas ya se vendían en la década de 1940, y que se mencionan en las crónicas de la revolución de 1946 que culminó con la muerte del presidente Gualberto Villarroel, quien habría afirmado:

“la chola paceña es muy noble, igual les dio phosko api con llauch’itas a los revolucionarios, como a los soldados que defendían al Gobierno".
Gualberto Villarroel

Otras fuentes afirman que las empanadas se empezaron a comercializar en la década de los sesenta por las vendedoras de la Garita de Lima, al oeste de la ciudad de La Paz, quienes las expendían desde las 5:30 de la mañana.
Inicialmente se denominaron llauch'itas en relación con el queso con el que se elaboraban, el queso llauchita, que en lenguaje aimara describiría el acto de tomar y untar el queso en la masa, este nombre con el transcurso del tiempo se resumió en llaucha. Las vendedoras en ese tiempo se denominaban llauch'iteras y no llaucheras como se las denomina actualmente y las llauchas se conservaban en bandejas de lata calentadas por carbón, desde entonces se servían con la bebida denominada phosko allpi, una mazamorra fermentada de maíz, cuyo nombre se ha simplificado como api en la actualidad. 
Originalmente la Llaucha era preparada con la misma masa de la marraqueta, con bastante queso y para los que deseaban picor, se les colocaba Ulupica, más colorante rojo en la parte superior de la misma. 
Otras fuentes afirman que al existir un plato de nombre similar en Potosí la empanada puede ser una variación de este plato surgida posteriormente.

## Comercialización

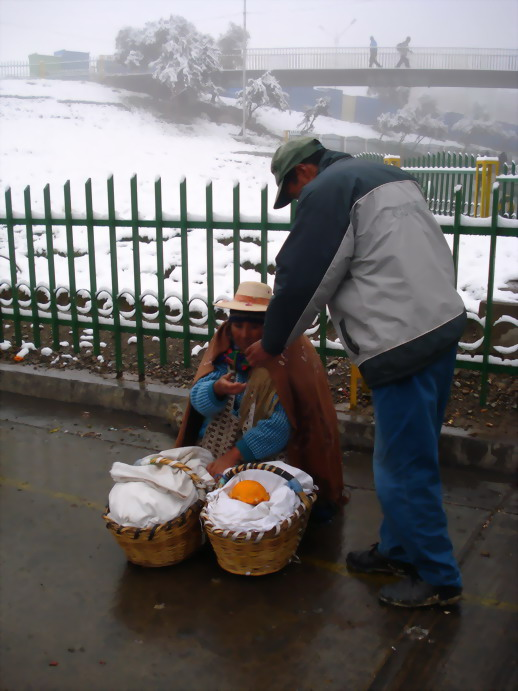
Venta de llauchas durante una nevada en La Ceja.

Pueden encontrarse a la venta en diferentes puestos temporales callejeros durante la mañana, generalmente en canastas exhibidas por cholas y cubiertas con papel para mantener el calor, estos puestos de venta son populares en las ciudades de La Paz y El Alto, paralelamente vendedores barriales pueden recorrer las calles anunciando su venta desde horas muy tempranas.
La melopea o pregón que caracteriza su venta suele ser: Llaucha, llaucha, llaucha o llaucha, caliente, llaucha anunciada por las vendedoras y vendedores en las ciudades de La Paz y El Alto.